# Krnjača, Belgrad
Krnjača (Cărnecea; în sârbă Крњача  [ˈkɾ̩ɲat͡ʃa] ) este o suburbie a orașului Belgrad, situată în stânga Dunării, în partea bănățeană a comunei Palilula.

## Așezare
Suburbia este situată de-a lungul malului stâng al Dunării, față în față cu Belgradul Vechi, de care este legată prin podul  de pe șoseaua spre Panciova.

## Populație
La recensământul din 1971, ultimul la care Krnjača a fost considerată localitate de sine stătătoare, populația a fost de 11.834 locuitori. După datele recensământului din 2002, populația zonei din care face parte Krnjača era 23.509 locuitori (Krnjača și Dunavski Venac 13.414 locuitori, Reva 2.808 locuitori și Kotež 7.287 locuitori).

## Istoric
Prima menționare documentară a numelui Krnjača, ca parte a satului Borča, datează din 1823. Așezarea este mult mai nouă și inițial a fost numită Nova Borča. În perioada interbelică a făcut parte din localitatea Borča, fiind cunoscută sub numele Rit-Krnjača. După 1945 Krnjača s-a desprins ca așezare separată și a fost declarată comună la 30 mai 1952.
În 1955, prin noua reorganizare teritorială, suburbiile Borča, Ovča și Padinska Skela au fost incluse în comuna Krnjača. În 1965 comuna Krnjača a fost desființată și anexată comunei Palilula.